# Peter Bohlin
Peter Q. Bohlin (Nova Iorque, 1937) é um arquiteto estadunidense. Recebeu a Medalha de Ouro do AIA.

## Projetos selecionados
- Copperhill Mountain Lodge: Åre
- Grand Teton National Park Discovery and Visitors Center: Jackson, Wyoming[3][4]
- Apple Store: Fifth Avenue[5][6]
- Apple Store: SoHo[7]
- Apple Store: Upper West Side[8][9]
- Apple Store: 14th Street[10]
- Apple Store: Boylston Street[11]
- Apple Store: Regent Street, London[12]
- Apple Store: Carrousel du Louvre, Paris[13]
- Apple Store: Sydney, Australia[14]
- Apple Store: Ginza, Japan[15]
- Apple Store: Shinsaibashi, Japan[16]
- Apple Store: San Francisco[17]
- Apple Store: Chestnut Street[17]
- Apple Store: Scottsdale, Arizona[18]
- Apple Store: North Michigan Avenue[19]
- Eggers Hall, Maxwell School of Citizenship and Public Affairs, Syracuse, NY[20]
- The William J. Nealon Federal Building and Courthouse: Scranton, Pennsylvania
- The Pocono Environmental Education Center: Dingmans Ferry, Pennsylvania[21]
- Seattle City Hall: Seattle, Washington[3]
- University of California, Santa Cruz Digital Arts Facility: Santa Cruz, California
- Mills College, Lorry I. Lokey Graduate School of Business: Oakland, California
- Pixar Animation Studios & Headquarters: Emeryville, California
- Adobe Systems: San Francisco, California
- Liberty Bell Center: Philadelphia, Pennsylvania
- A Fazenda na Casa da Cascata, for the Western Pennsylvania Conservancy
- Ballard Library & Neighborhood Service Center: Ballard, Seattle[3]
- Williams College, North & South Academic Buildings: Williamstown, Massachusetts
- Forest House: Connecticut[22][23]
- The Ledge House: Maryland[24]
- Creekside House: California[25]
- Umerani Residence: California[26]
- House at the Shawangunks: New York[27]
- Combs Point Residence: New York[25]
- Envelope House: Washington[3][28]
- Gosline House: Washington[29]
- Woodway Residence: Washington[3]
- Lily Lake Residence: Pennsylvania[30]
- House in the Blue Mountains: Pennsylvania
- House in the Endless Mountains: Pennsylvania[31]
- Waverly: Pennsylvania
- Point House: Montana[3][32]
- House on Lake Tahoe: Nevada
- Farrar Residence: Utah[33]

## Prêmios e honrarias
- 2010 Medalha de Ouro do AIA[1]

## Livros
Some of the books about Peter Bohlin's firm:
- Bohlin Cywinski Jackson: The Nature of Circumstance, 2010 ISBN 978-0-8478-3293-4
- Grand Teton: A National Park Building, 2009 ISBN 978-0-9814628-1-3
- Farrar: Bohlin Cywinski Jackson, 2007 ISBN 978-0-9774672-7-3 (one of their residential projects)
- Liberty Bell Center: Bohlin Cywinski Jackson, 2006 ISBN 978-0-9746800-4-0
- Arcadian Architecture: Bohlin Cywinski Jackson: 12 Houses, 2005 ISBN 978-0-8478-2696-4
- Ledge House: Bohlin Cywinski Jackson, 1999 ISBN 978-1-56496-521-9
- The Architecture of Bohlin Cywinski Jackson, 1994 ISBN 978-1-56496-112-9